# وزارت توسعه اسرائیل
وزارت توسعه اسرائیل (انگلیسی: Development Minister of Israel، عبری: שר הפיתוח‎، ت. «Sar HaPituah») یکی از وزارتخانه‌های کابینه اسرائیل بین سال‌های ۱۹۵۳ تا ۱۹۷۴ بود. این وزارتخانه مسئول شرکت‌های استخراج مواد معدنی دولتی و مؤسسه زمین‌شناسی کشور بود. این وزارتخانه همچنین صندوق احیای معادن و کارخانه‌های دریای مرده را تأسیس کرد.
این سمت در سال ۱۹۷۴ لغو شد و سه سال بعد توسط وزارت انرژی و زیرساخت‌ها جایگزین شد. از سال ۲۰۰۵، وزارت توسعه پیرامون، نگب و جلیل نیز وجود داشته است.